# Alzina de Can Coniller
L'Alzina de Can Coniller (Quercus ilex) és un arbre que es troba a Terrassa (el Vallès Occidental), el qual és una alzina de capçada perfectament rodona emmarcada en una de les poques àrees agrícoles que encara sobreviuen a Terrassa.

## Dades descriptives
- Perímetre del tronc a 1,30 m: 2,95 metres (a 0,80 m de terra).
- Alçada: 14,1 m.
- Amplada de la capçada: 15,50 x 16 m (amplada mitjana capçada: 15,75 metres)
- Altitud sobre el nivell del mar: 222 m.[1]

## Entorn
L'extensió dels camps de cereal que l'envolten fa que destaqui molt i que es pugui veure de lluny estant.

## Aspecte general
Es troba en bon estat de conservació.

## Accés
Es troba al costat de la masia de Can Coniller, al límit amb el municipi de Sabadell. Cal sortir de Terrassa per la carretera N-150 en direcció a Sabadell. Deixem a mà esquerra el trencall que mena a l'Hospital de Terrassa i passem una rotonda. Poc més enllà, abandonem la carretera per prendre la pista que arrenca a mà dreta. Passem pel davant del Centre de Recollida de Fauna Domèstica de Terrassa i, poc més enllà, arribem a Can Coniller. Davant la casa, una pista fa un fort revolt a la dreta i, a través de camps de cereal, ens apropa a l'alzina, perfectament visible. Coordenades UTM: 31T X0421964 Y4599996.